# Öronsälar
Öronsälar (Otariidae), eller sjölejon respektive pälssälar, är en familj i ordningen rovdjur. De bildar stora kolonier och har jämförelsevis bra förmåga att gå på land. Kännetecknande är yttre öron och en könsdimorfism med hannar som är betydlig tyngre än honor. Liksom andra sälar äter familjens medlemmar fiskar, bläckfiskar och kräftdjur med viss variation beroende på art. Flera arter inom familjen öronsälar blev så gott som utrotade fram till slutet av 1800-talet. Efter införande av skyddsåtgärder har populationerna återhämtat sig.

## Utseende

### Storlek och vikt
Hannar i denna familj är betydligt större än honor. Hannar av nordlig pälssäl är fyra gånger tyngre än honorna. Hookers sjölejon har de största hannarna, vilka kan nå en längd av 3,5 meter. De minsta honorna har galapagospälssäl, vilka är bara lite över en meter långa. Några honor i släktet Arctocephalus väger bara 25 kg medan de största hannarna, till exempel av arten Stellers sjölejon, har en vikt över 500 kilogram. Orsaken till storleksskillnaderna mellan könen är det sätt som hannarna konkurrerar om och kontrollerar möjligheterna att para sig med honorna.
Hannarnas testiklar ligger som hos flera andra däggdjur men i motsats till de öronlösa sälarna i ett scrotum.

### Pälsen
Pälsen hos honor av sjölejon är brunaktig och honor av pälssälar är spräcklig grå. Hanarnas pälsfärg är, beroende på art, svart-, brun-, gråaktig eller vit. Pälssälar har bredvid täckhåren en tät underull, men den saknas eller är mycket tunn hos sjölejon. Luftbubblor, som lätt fastnar i pälsen, skyddar dessa djur mot kylan. Till skillnad från öronlösa sälar byts pälsen ut kontinuerligt. Under pälsen och huden ligger ett fettlager som också utgör värmeisolering, vilket är tunnare än hos öronlösa sälar.

### Skalle och käkar
Öronsälars skalle liknar björnars. Ett av släktena har till och med det vetenskapliga namnet  (Arctocephalus)  som kan översättas med "björnhuvud" (en latinsk ordbildning efter de grekiska orden αρκτος arktos = björn och κεφαλη kephalē = huvud).
Öronsälar har sex framtänder i överkäken och fyra i underkäken. Dessutom finns i varje käke två hörntänder och, beroende på art, två till sex kindtänder. Tandformeln är I 3/2 C 1/1 P 4/4 M 1-3/1, alltså 34 till 38 tänder. I överkäken är de 2 inre framtänderna per sida små och de har en djup ränna samt två knölar på toppen. Den tredje framtanden liknar en hörntand. Den egentliga hörntanden är stor och lite böjd.

### Fenor
Till skillnad från öronlösa sälar har öronsälar fenor som är mycket rörliga. Speciellt pälssälar har framfenor med starka muskler. Framfenorna har fem tår med förkrympta fingernaglar vid den första och den femte tån. Tårnas längd blir från utsidan till insidan kortare. De korta bakre fenorna går att flytta under kroppen och hjälper djuret att röra sig på land. I vattnet använder öronsälar främst de främre fenorna. Vid de bakre fenorna förekommer tre väl utvecklade klor i mitten som används för pälsvården och de två yttre klorna finns bara rudimentärt.

### Öronen och ögonen
Som namnet antyder har öronsälar öron som är synliga på huvudets utsida. Dessa har vanligtvis en längd av 5 cm och slutar i en spets.
Hörseln på land är ungefär lika bra som människans hörsel.
Arternas ögon är med ett väl utvecklad Tapetum lucidum särskilt bra anpassade till ljusförhållanden som förekommer under natten samt i djupt vatten.

## Utbredning
De flesta öronsälarna finns i tempererade havsområden nära Arktis eller Antarktis. I Norra ishavet förekommer de vid Sibiriens nordöstra kust och vid Nordamerikas kust. I Stilla havet finns populationer längs Amerikas norra och södra kuster, från Alaska till Mexiko respektive från Eldslandet till norra Peru. Öronsälar förekommer även från Japan till Kamtjatka, på Galapagosöarna och vid Sydön i Nya Zeeland. I Atlanten lever öronsälar vid kusterna av Sydamerika och södra Afrika. Stora kolonier finns även söder om Australien och på många öar runt Antarktis.
Många öronsälar föredrar havsområden i närheten av kusten. Tillfälligt kan man hitta individer i bräckt vatten. Parningen sker på bergiga eller sandiga kuster där det inte finns andra rovdjur eller där landrovdjur är sällsynta. Till skillnad från öronlösa sälar kryper inga öronsälar upp på isflak men arter från tempererade områden stannar ofta kvar på land vid snöfall. Öronsälar kan klättra uppför mycket branta slänter. Nordlig pälssäl når så kullar som är några hundra meter höga.
Några arter som Nordlig pälssäl utför årliga vandringar och andra som öronsälarna från Galapagos stannar i samma region.

## Levnadssätt

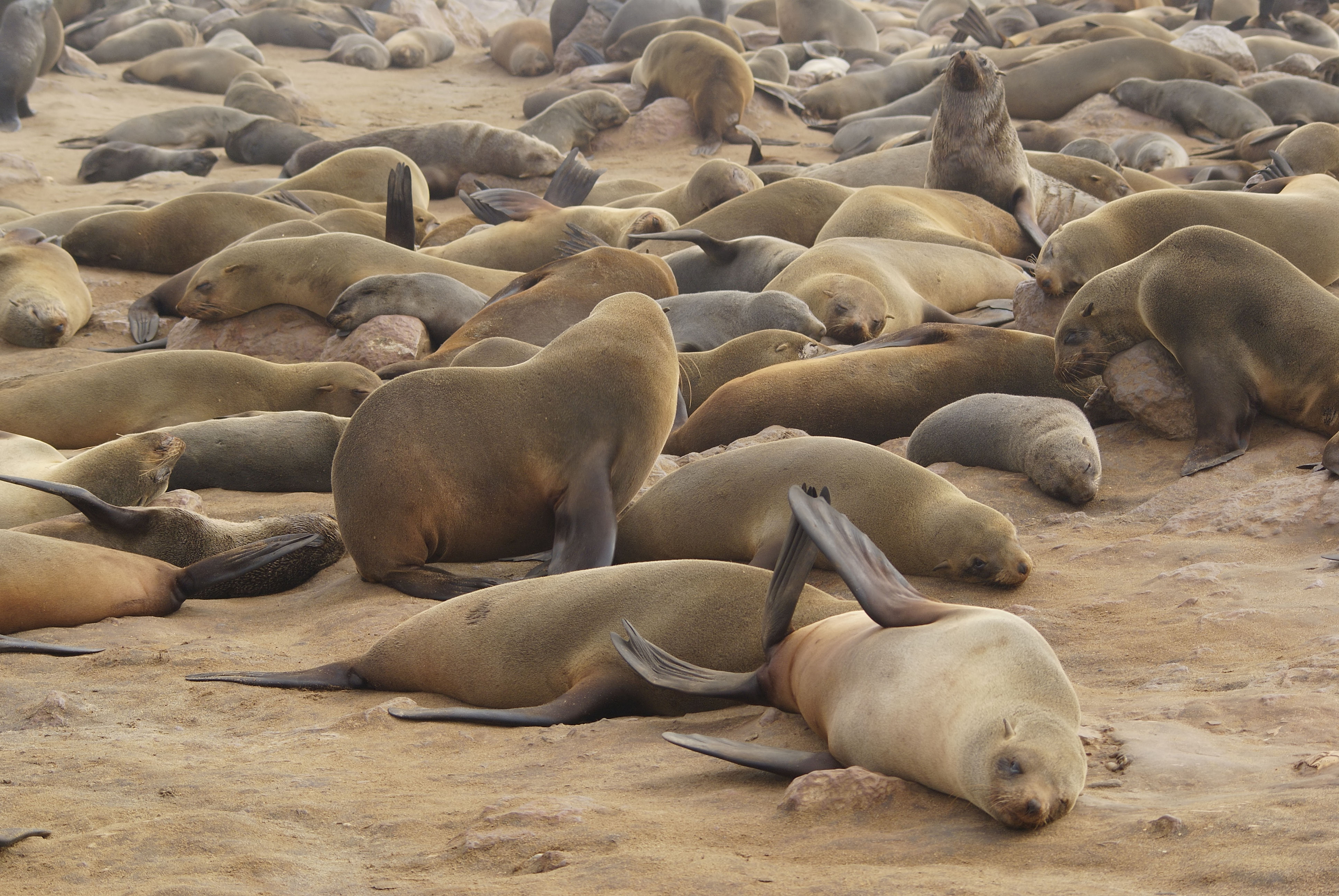
Koloni av Sydafrikansk pälssäl.

När öronsälar simmar använder de sina framfenor. Hastigheten går upp till 27 kilometer per timme. Också på land rör de sig snabbt. En människa måste springa för att hinna ikapp dem. Tämjda djur på cirkus kan till och med klättra.
Födan består av många olika djur. Bara arten Arctocephalus gazella är specialiserad, på krill. Alla andra öronsälar tar fiskar, bläckfiskar och kräftdjur. Några jagar också fåglar (t.ex. unga skarvar) och ungdjur av andra sälarter. De dyker inte så djupt som öronlösa sälar men ibland hittar man enskilda pälssälar på 200 meters djup och honor av sjölejon på 400 meters djup. Med en maximal hastighet av 28 km/h är öronsälar snabbare i vattnet än öronlösa sälar.
Öronsälar lever socialt och bildar ofta grupper. För kommunikationen behärskar de många olika ljud. Under parningstiden bildar de stora kolonier. En framgångsrik hanne parar sig med många honor. Innan parningen strider hannarna om en bra plats som ger möjlighet för många parningar med många honor. Endast sällan dör någon hanne av dessa strider. Oftare händer det att ungdjur som befinner sig nära stridande hannar kläms ihjäl av en olycka. Under parningstiden äter hannarna ingenting, annars tappar de sin ställning i kolonin. Det är säkert en förklaring till hannarnas storlek. Striderna kräver mycket energi och gamla hannar trängs ut efter två till tre framgångsrika år.
Strax före parningen föder honan en unge från förra parningstiden. Dräktigheten varar i 11 till 12 månader. Hos flera arter ingår i dräktigheten en 3 till 4 månader lång paus där embryot inte utvecklas. Ungarna har en mycket tät päls som skyddar mot kylan. Den byts efter 2 till 3 månader. Ungen diar i 4 till 6 månader. En hona känner igen sin unge genom dess läte och lukt. Öronsälarna vårdas längre av sin moder än ungar av öronlösa sälar. Hos några arter händer det till och med att en unge får fortsätta dia efter att nästa syskon fötts.
Området där parningen sker saknar i vanligt fall hög växtlighet. Endast några populationer av Hookers sjölejon uppsöker platser med buskar eller träd.
Allmänt får bara den egna ungen di av modern. I undantagsfall kan en sjölejonhona amma en främmande unge. Trots närheten mellan honorna i kolonin upprättas ingen hierarki. Ungdjur av hankön som inte är könsmogna vilar vid kolonins kanter. Ungarna är vid födelsen bra utvecklade. De kan efter några timmar simma när de blir tvungna.  I vanlig fall börjar en unge efter tre veckor med simning. Beroende per art ökar ungens vikt med 40 till 100 g per dag.

## Faror för öronsälar i historien och idag
Sjölejon och pälssälar har jagats sedan länge, men först under de senaste århundradena har denna jakt blivit ett hot mot populationen. På 1600-talet började människor döda öronsälar systematiskt. Mellan 1786 och 1867 slaktade man upp emot 2,5 miljoner nordliga pälssälar på Pribilof Islands. Antarktisk pälssäl var vid slutet av 1800-talet nästan utdöd. Guadalupepälssäl och Philippis pälssäl räknades länge som utdöda, men de återupptäcktes 1954 respektive 1965. Framgångsrika skyddsåtgärder vidtogs först i början av 1900-talet. Idag består farorna för dessa djur av födobrist på grund av överfiskning och gifter som människan förorenar deras livsmiljöer med.

## Allmänt
De närmaste släktingarna till öronsälar är troligtvis valrossar men det förekommer även andra uppfattningar. De första öronsälar som är kända levde under miocen för ungefär 20 till 15 miljoner år sedan. Enligt många zoologers uppfattning är en underindelning i underfamiljerna sjölejon (Otarriinae) och pälssälar (Arctocephalinae) tvivelaktig. Till exempel är sydafrikansk pälssäl ett mellanting angående morfologin och levnadssätt.  Enligt en undersökning som gjordes 2001 är det också fel att sammanfatta alla pälssälar på södra halvklotet i släktet Arctocephalus.
Det vetenskapliga namnet Otariidae kommer från grekiskan där otarion betyder "litet öra".

## Släkten och arter

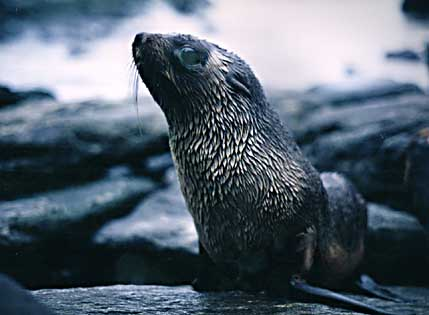
Antarktisk pälssäl, ungdjur.

Till familjen räknas vanligen 16 arter fördelade på sju släkten:
- släkte: Callorhinus
  - Nordlig pälssäl
- släkte: Arctocephalus
  - Guadalupepälssäl
  - Philippis pälssäl
  - Galapagospälssäl
  - Sydamerikansk pälssäl
  - Kerguelisk pälssäl
  - Antarktisk pälssäl
  - Nyzeeländsk pälssäl
  - Sydafrikansk pälssäl
- släkte: Eumetopias
  - Stellers sjölejon
- släkte: Otaria
  - Sydamerikanskt sjölejon
- släkte: Zalophus
  - Kaliforniskt sjölejon
  - †Japanskt sjölejon
  - Galapagossjölejon
- släkte: Neophoca
  - Australiskt sjölejon
- släkte: Phocarctos
  - Hookers sjölejon

McKenna & Bell (1997) listar Arctocephalus och ett utdött släkte till underfamiljen Arctocephalinae och alla andra till underfamiljen Otariinae.